# Caenurgina agricola
Caenurgina agricola là một loài bướm đêm trong họ Erebidae.